# 39529 Vatnajökull
39529 Vatnajökull è un asteroide della fascia principale. Scoperto nel 1989, presenta un'orbita caratterizzata da un semiasse maggiore pari a 2,3262366 UA e da un'eccentricità di 0,1455433, inclinata di 8,05133° rispetto all'eclittica.